# Aysenoides nahuel
Aysenoides nahuel là một loài nhện trong họ Anyphaenidae.
Loài này thuộc chi Aysenoides. Aysenoides nahuel được miêu tả năm 2008 bởi Izquierdo & M. J. Ramírez.